# Грязный Хо
«Грязный Хо» (кит. 爛頭何, также встречается альтернативное китайское название 鬥智鬥力鬥功夫; англ. Dirty Ho, дословный перевод с китайского англ. Rotten Head Ho) — гонконгский комедийный фильм в жанре уся 1979 года режиссёра Лю Цзяляна, снятый на студии братьев Шао, с Вон Ю и Гордоном Лю в главных ролях. Картина получила одобрительные отзывы авторов рецензий.

## Сюжет
Мастер Вон — одиннадцатый маньчжурский князь, проживающий инкогнито. Живя жизнью ювелирного торговца и знатока изобразительного искусства и вина, Вон Чанькхань пытается разузнать, кто из других четырнадцати наследников хочет его смерти. Вор драгоценностей, Хо Чань, идёт наперекор князю, который использует воришку, чтобы избавиться от врагов.
Чанькхань — знаток в боевых искусствах, но, чтобы остаться нераскрытым, он всеми силами старается скрыть свои навыки, даже когда применяет их.
В начальной сцене фильма Чанькхань натыкается на воришку Хо в борделе. Оба вступают в конфликт в борьбе за внимание проституток. Хо Чань не может понять, почему его усилия по борьбе с Чанькханем приводят к провалу. На самом деле Чанькхань, спотыкаясь о стулья и другие предметы, умело уклоняется он нападений соперника.
В более поздней схватке с Чанем, одиннадцатый князь притворяется, что женщина-музыкант — его «телохранитель», срыто управляя руками, ногами и музыкальным инструментом девушки, чтобы драться с Чанем и, в конечном счёте, задеть его лоб отравленным лезвием.
Однако это — часть тайного плана скрывающегося князя: он тайно защищает Чаня от стражей правопорядка и тренирует его, чтобы тот стал его учеником и телохранителем. В конце концов Чань ищет своего противника, чтобы получить противоядие (с помощью противоядия Чанькхань хочет заставить Чаня стать его учеником).
Поначалу Чань приходит в недоумение от этого требования, поскольку не видит никакого мастерства в своём «учителе», и не вмешивается в две попытки покушения на жизнь Чанькханя: во время дегустации вин и посещения антикварного магазина. При этом князь успешно защищается, сохранив при этом вид,что он просто проводит дружеский эстетический разговор со своими противниками. Только лишь на исходе нападения в антикварном магазине Чань понимает, что происходит, и вмешивается, но князь получает ранение в ногу (уловка).
Мастер и его ученик уединяются в своей резиденции — Чанькхань намерен выздороветь, а Чань — получить уроки по боевым искусствам. Однако настаёт время для объявления наследника престола на собрании князей и, поэтому, оба совершают путешествие в Пекин: князь прикидывается инвалидом, а Чань толкает инвалидное кресло.
Разобравшись с армией наёмников в разрушенном городе, им удаётся разузнать от лидера наёмников имя того, кто хочет смерти одиннадцатого князя — четвёртый князь. Затем герои сталкиваются с генералом Лён Камсином и двумя бойцами в схватке.
Мастер и ученик побеждают соперников к тому моменту, как князь входит в тронный зал к появлению императора.

## Создатели
| Актёры - Вон Ю — Хо Чань - Гордон Лю — 11-й князь, Вон Чанькхань - Ло Ле — генерал Лён Камсин - Сяо Хоу — Сиу Лук - Кара Хуэй — Чхёй Хун - Джонни Ван — г-н Фань Тхинькон - Кинг Ли — боец Камсина / солдат - Уилсон Тхон — г-н Чю Ятфун - Лам Файвон — монгольский генерал - Хелен Пхунь — Чхёй Пин - Чань Сикай — проститутка - Яу Чхёйлин — проститутка - Лиу Сукъи — проститутка - Фрэнки Вэй — 4-й князь - Кён Хонь — один из князей - Цзин Мяо — любитель искусства - Ян Чжицин — любитель искусства - Сам Лоу — император - Вон Чхинхо — любитель искусства - Нг Хонсан — один из «горькой семёрки» - Джейми Лук — любитель искусства - Хуан Бацзин — любитель искусства / клиент борделя - Лёнь Качёнь — Айку | Съёмочная группа - Компания: Shaw Brothers - Исполнительный продюсер: Шао Ифу - Режиссёр: Лю Цзялян - Сценарист: Ни Куан - Ассистент режиссёра: Хуан Бацзин, Ли Тайхэн - Постановщики боевых сцен: Лю Цзялян, Кинг Ли, Сань Синь - Режиссёр монтажа: Цзян Синлун, Лэй Имхой - Художник по костюмам: Лю Цзию - Художник по гриму: У Сюйцин - Оператор: Артур Вон, Питер Нгоу - Композитор: Эдди Ван |

## Кассовые сборы
Премьера фильма в Гонконге состоялась 4 августа 1979 года. Сумма кассовых сборов за двенадцать дней проката там составила 1 822 332 HK$.

## Реакция
Стивен Тео пишет о постановке боёв в фильме: 
Классическая глубина его [Лю Цзяляна] хореографии, увиденная во всех его фильмах, но достигшая пика в такой работе как Lantou He (Грязный Хо, 1979), подчеркнула красоту и точность движений, и атлетическую грацию исполнителей. Прежде всего они придали ощущение подлинности, подчеркнув его связь с традициями классического боевого искусства.

Ричард Мейерс проводит анализ режиссёрской работы: 
Грязный Хо выявил ещё одну грань достижения Ляна. Именно в этой картине способность режиссёра передавать характер и личность просто через движение стала ясной. Несмотря на то, что Лян уже показал, насколько он был заинтересован в развитии персонажей и сюжета через образы и диалог, здесь он открыто демонстрирует свою хореографическую одарённость. Зритель может рассказать, каков персонаж, просто по тому, как он исполняет кунг-фу. Лян добавляет и вычитает трудноуловимые росчерки движения для достижения этого эффекта. Это замечательно.
Кинокритик Борис Хохлов поощряет фильм за «великолепные» сцены, акробатику «самого высочайшего уровня», «замечательных» актёров, одобрительно отзывается об операторской работе Артура Вона, но при этом недостаток фильма видит в утомительном повторении сцен. Рецензент с сайта Heroic Cinema характеризует Грязного Хо как необыкновенно хорошо поставленный фильм кунг-фу. Бен Джонсон описывает картину как один из лучших образцов жанра кунг-фу с выдающейся постановкой боевых сцен, где главное — персонажи. Журнал Time Out называет ленту шедевром, обозначившим наивысший уровень, когда-либо достигнутый жанром кунг-фу.